# Ugine
Ugine este o comună în departamentul Savoie din sud-estul Franței. În 2009 avea o populație de 7.041 de locuitori.

## Evoluția populației
| An        | 1975  | 1982  | 1990  | 1999  | 2006  | 2009  |
| --------- | ----- | ----- | ----- | ----- | ----- | ----- |
| Populație | 8.020 | 7.445 | 7.248 | 6.963 | 7.004 | 7.041 |

## Personalități născute aici
- Sylviane Ainardi (n. 1947), om politic.